# Ardizas
Ardizas ist eine französische Gemeinde mit 219 Einwohnern (Stand 1. Januar 2022) im Département Gers in der Region Okzitanien. Sie gehört zum Arrondissement Condom und zum Kanton Gimone-Arrats.
Nachbargemeinden sind Sainte-Anne im Nordwesten, Laréole im Nordosten, Cadours im Osten, Encausse im Südosten und Cologne im Südwesten.

## Bevölkerungsentwicklung
| Jahr                       | 1962 | 1968 | 1975 | 1982 | 1990 | 1999 | 2008 | 2016 |
| -------------------------- | ---- | ---- | ---- | ---- | ---- | ---- | ---- | ---- |
| Einwohner                  | 147  | 106  | 92   | 120  | 127  | 122  | 194  | 210  |
| Quellen: Cassini und INSEE |      |      |      |      |      |      |      |      |